# Cantó de Bandrélé
El cantó de Bandrélé és un cantó francès del departament d'ultramar de Mayotte. Abasta el municipi de Bandrélé.

## Història
| Data d'elecció                           | Identitat         | Partit                       | Qualitat |
| ---------------------------------------- | ----------------- | ---------------------------- | -------- |
| 2004-2011                                | Mustoihi Mari     | Divers droite, després MoDem |          |
| 2011-                                    | Camille Abdullahi | UMP                          |          |
| les dades anteriors no són pas conegudes |                   |                              |          |
|                                          |                   |                              |          |